# Komitet Ujedinjenih nacija protiv torture
Komitet Ujedinjenih nacija protiv torture (engl. United Nations Committee against Torture) ili samo Komitet protiv torture (engl. Committee against Torture, CAT), je telo Visokog komesarijata Ujedinjenih nacija za ljudska prava koje čine eksperti za ljudska prava sa zadatkom da prate primenu Konvencije Ujedinjenih nacija protiv torture od strane zemalja ugovornica. Sačinjen je od deset članova koji su priznati u oblasti ljudskih prava i koji zasedaju u ličnom svojstvu. 
Prema Konvenciji, sve zemlje ugovornice su obavezne da podnesu izveštaje o ispunjavanju svojih obaveza Komitetu u roku od godinu dana, računajući od dana stupanja na snagu Konvencije za zainteresovanu državu članicu. Zatim, države članice redovno svake četvrte godine podnose dopunski izveštaj o svim novim preduzetim merama i druge izveštaje koje Komitet zatraži.
Komitet razmatra svaki izveštaj i može da daje uopštene komentare o izveštaju koje oceni potrebnim i dostavlja ih svakoj zainteresovanoj državi članici. Ta država članica može da dostavi opaske i komentare kao odgovor na sve primedbe koje smatra korisnim. Pored toga Komitet podnosi redovne godišnje izveštaje
Komitet pod određenim uslovima može razmatrati i slučajeve pojedinaca koji tvrde da su im povređena prava zagarantovana Konvencijom. 
Sedište Komiteta je u Ženevi.